# Song Soo-kwon
Song Su-kweon (hangeul :송수권) est un écrivain sud-coréen, né le 15 mars 1940 à Goheung dans la province de Jeolla du Sud et décédé le 4 avril 2016. 

## Biographie
Song Su-kweon est né le 15 mars 1940 à Goheung dans la province de Jeollanam-do. Il a intégré l'école primaire Suncheon et le lycée Goheung avant de devenir étudiant à l'Institut des arts Sorabol avec pour spécialité l'écriture créative. Il a enseigné à l'école primaire pour filles Yogwang de Gwangju à la fois comme professeur et chercheur en éducation.

## Œuvre
L'Institut coréen de traduction littéraire (LTI of Korea) résume sa poésie de la manière suivante : 
L'amertume est le sentiment le plus saillant dans l'œuvre de Song Su-kweon. Sa poésie souligne non pas le sentiment typique d'une amertume donnant lieu à un mépris de soi, mais plutôt, une amertume propre à l'identité masculine source de réflexion et de puissance. Il a publié de nombreux ouvrages qui ont réussi à préserver la saveur et le style des dialectes du sud, cherchant à inspirer les lecteurs à travers une prise de conscience de l'histoire des différentes régions en Corée du Sud. Il a concentré son travail sur la vie des gens ordinaires, bien qu'il ne développe pas de rapport dichotomique entre les possédants et les démunis ; son inspiration suit les traces du lyrisme coréen classique. Vivant toujours dans sa région natale de Jeollanam-do, sa poésie est fortement imprégnée de sa culture régionale, et s'oriente vers le traitement des traditions dans un style classique.